# Fontaine Wallace (groupe)
Pour les articles homonymes, voir Fontaine Wallace et Wallace.
Fontaine Wallace est un groupe musical français fondé à Paris en 2014 et actif à partir de 2018. Il est formé de Nicolas Falez, ancien membre de Superflu, ainsi que de musiciens de Luke et de Prohibition,,.

## Historique
Fontaine Wallace est un groupe puisant à la fois dans la chanson à texte et dans la pop. Son nom est tiré des Fontaines Wallace, qui ont eu un grand rôle social au XIXe siècle, notamment pendant la Commune de Paris. C'est surtout la sonorité du nom, entre français et anglais, qui a plu aux membres du groupe.
Les premières répétitions ont eu lieu en janvier 2014. Les premiers enregistrements de concert se sont déroulés en 2015. En automne 2016, Fontaine Wallace donne son premier concert aux Trois Baudets à Paris.

## Composition du groupe
À la sortie du premier album éponyme, le groupe compte 4 membres : Nicolas Falez au chant, Cécile Beguery à la basse, Ludovic Morillon à la batterie et Fabrice de Battista aux claviers.
Pour le deuxième album, les mêmes membres accueillent d'autres musiciens sur certains morceaux, notamment Tom Rocton.

## Discographie
- 2018 : Fontaine Wallace (Microcultures Records)
- 2021 : Le projet (Microcultures Records)